# 33. vestlige længdekreds
Den 33. vestlige længdekreds (eller 33 grader vestlig længde) er en længdekreds, der ligger 33 grader vest for nulmeridianen. Den løber gennem Ishavet, Grønland, Atlanterhavet, det Sydlige Ishav og Antarktis.